# Les Corvées-les-Yys
Les Corvées-les-Yys sont une commune française située dans le département d'Eure-et-Loir en région Centre-Val de Loire.

## Géographie

### Situation

Situation géographique
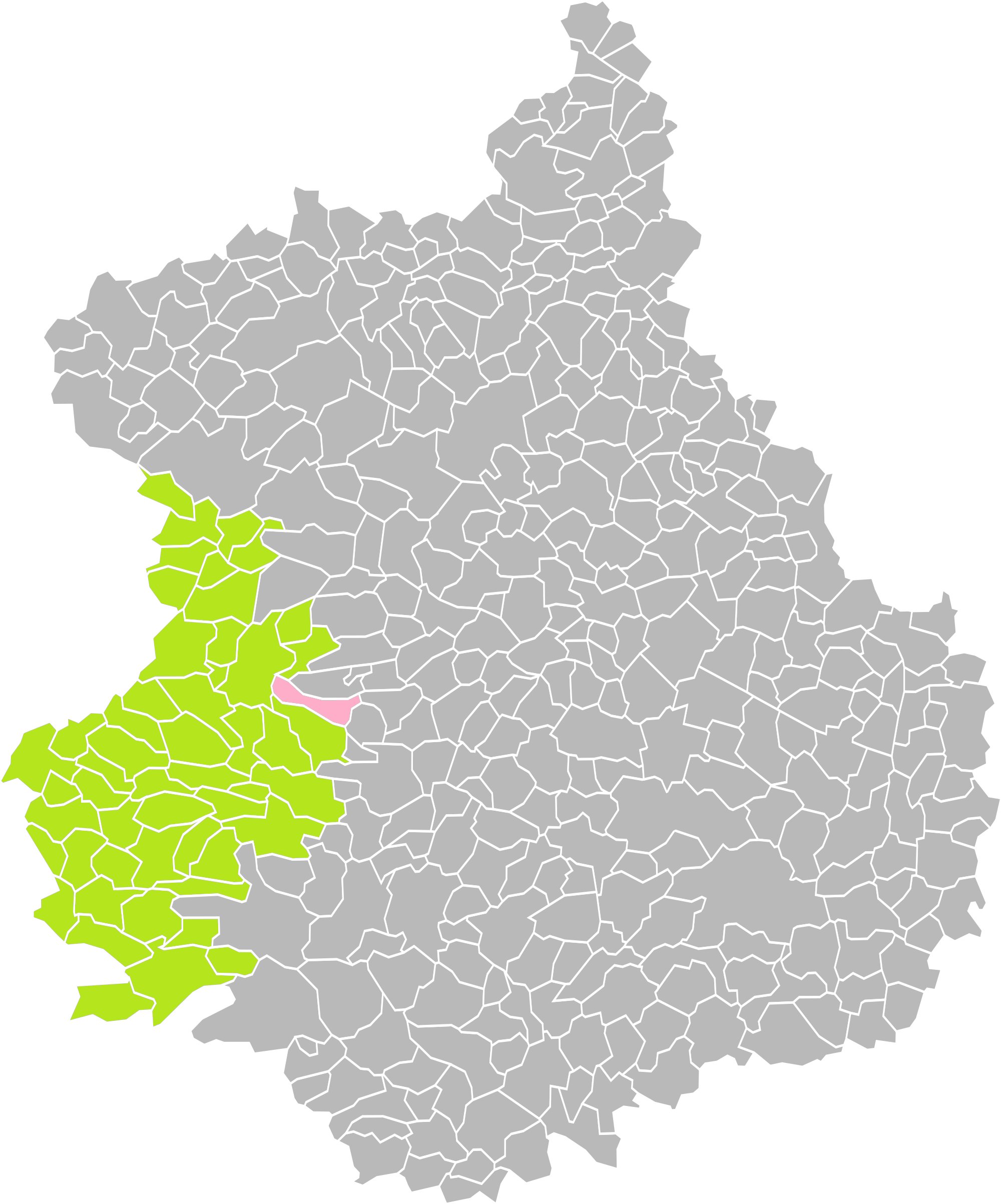
Les Corvées-les-Yys dans son arrondissement.
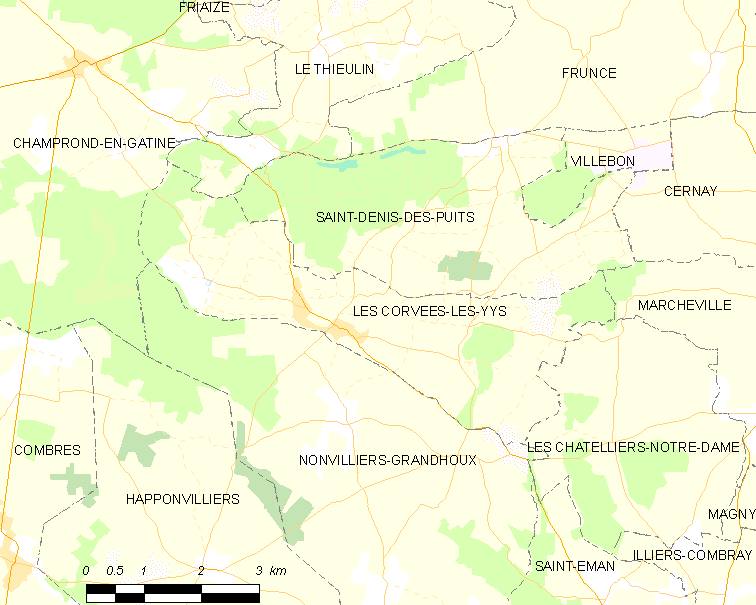
Carte de la commune des Corvées-les-Yys.

### Communes limitrophes
| Le Thieulin         | Saint-Denis-des-Puits |                            |
| Champrond-en-Gâtine | des Corvées-les-Yys   | Marchéville                |
|                     | Nonvilliers-Grandhoux | Les Châtelliers-Notre-Dame |

### Climat
Pour des articles plus généraux, voir Climat du Centre-Val de Loire et Climat du Val-d'Oise.
En 2010, le climat de la commune est de type climat océanique dégradé des plaines du Centre et du Nord, selon une étude du CNRS s'appuyant sur une série de données couvrant la période 1971-2000. En 2020, Météo-France publie une typologie des climats de la France métropolitaine dans laquelle la commune est exposée à un climat océanique altéré et est dans une zone de transition entre les régions climatiques « Sud-ouest du bassin Parisien » et « Normandie (Cotentin, Orne) ». 
Pour la période 1971-2000, la température annuelle moyenne est de 10,1 °C, avec une amplitude thermique annuelle de 15,3 °C. Le cumul annuel moyen de précipitations est de 707 mm, avec 11,5 jours de précipitations en janvier et 7,9 jours en juillet. Pour la période 1991-2020, la température moyenne annuelle observée sur la station météorologique de Météo-France la plus proche, « Deauville », sur la commune de Deauville à 5 379 km à vol d'oiseau, est de 0,0 °C et le cumul annuel moyen de précipitations est de 0,0 mm,. Pour l'avenir, les paramètres climatiques de la commune estimés pour 2050 selon différents scénarios d'émission de gaz à effet de serre sont consultables sur un site dédié publié par Météo-France en novembre 2022.

## Urbanisme

### Typologie
Au 1er janvier 2024, Les Corvées-les-Yys sont catégorisées commune rurale à habitat dispersé, selon la nouvelle grille communale de densité à 7 niveaux définie par l'Insee en 2022.
Elle est située hors unité urbaine. Par ailleurs la commune fait partie de l'aire d'attraction de Chartres, dont elle est une commune de la couronne,. Cette aire, qui regroupe 117 communes, est catégorisée dans les aires de 50 000 à moins de 200 000 habitants,.

### Occupation des sols
L'occupation des sols de la commune, telle qu'elle ressort de la base de données européenne d’occupation biophysique des sols Corine Land Cover (CLC), est marquée par l'importance des territoires agricoles (77,9 % en 2018), une proportion identique à celle de 1990 (77,9 %). La répartition détaillée en 2018 est la suivante : 
terres arables (71,5 %), forêts (19,4 %), zones agricoles hétérogènes (6,4 %), zones urbanisées (2,7 %). L'évolution de l’occupation des sols de la commune et de ses infrastructures peut être observée sur les différentes représentations cartographiques du territoire : la carte de Cassini (XVIIIe siècle), la carte d'état-major (1820-1866) et les cartes ou photos aériennes de l'IGN pour la période actuelle (1950 à aujourd'hui).

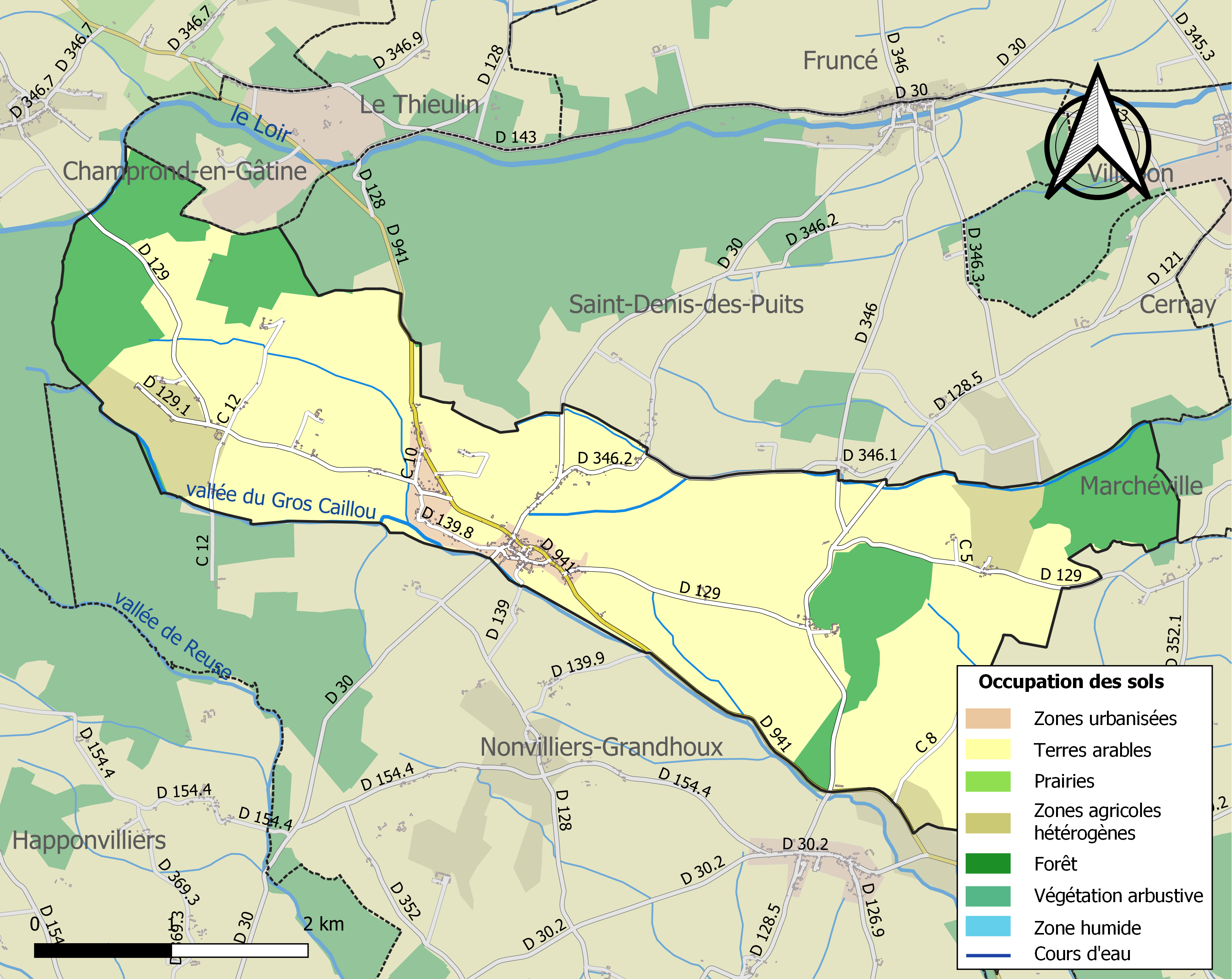
Carte des infrastructures et de l'occupation des sols de la commune en 2018 (CLC).

### Risques majeurs
Le territoire de la commune des Corvées-les-Yys est vulnérable à différents aléas naturels : météorologiques (tempête, orage, neige, grand froid, canicule ou sécheresse), inondationset séisme (sismicité très faible). Il est également exposé à un risque technologique, le transport de matières dangereuses. Un site publié par le BRGM permet d'évaluer simplement et rapidement les risques d'un bien localisé soit par son adresse soit par le numéro de sa parcelle.

#### Risques naturels
Certaines parties du territoire communal sont susceptibles d’être affectées par le risque d’inondation par débordement de cours d'eau, notamment le Loir et la Vallée du Gros Caillou. La commune a été reconnue en état de catastrophe naturelle au titre des dommages causés par les inondations et coulées de boue survenues en 1999,.

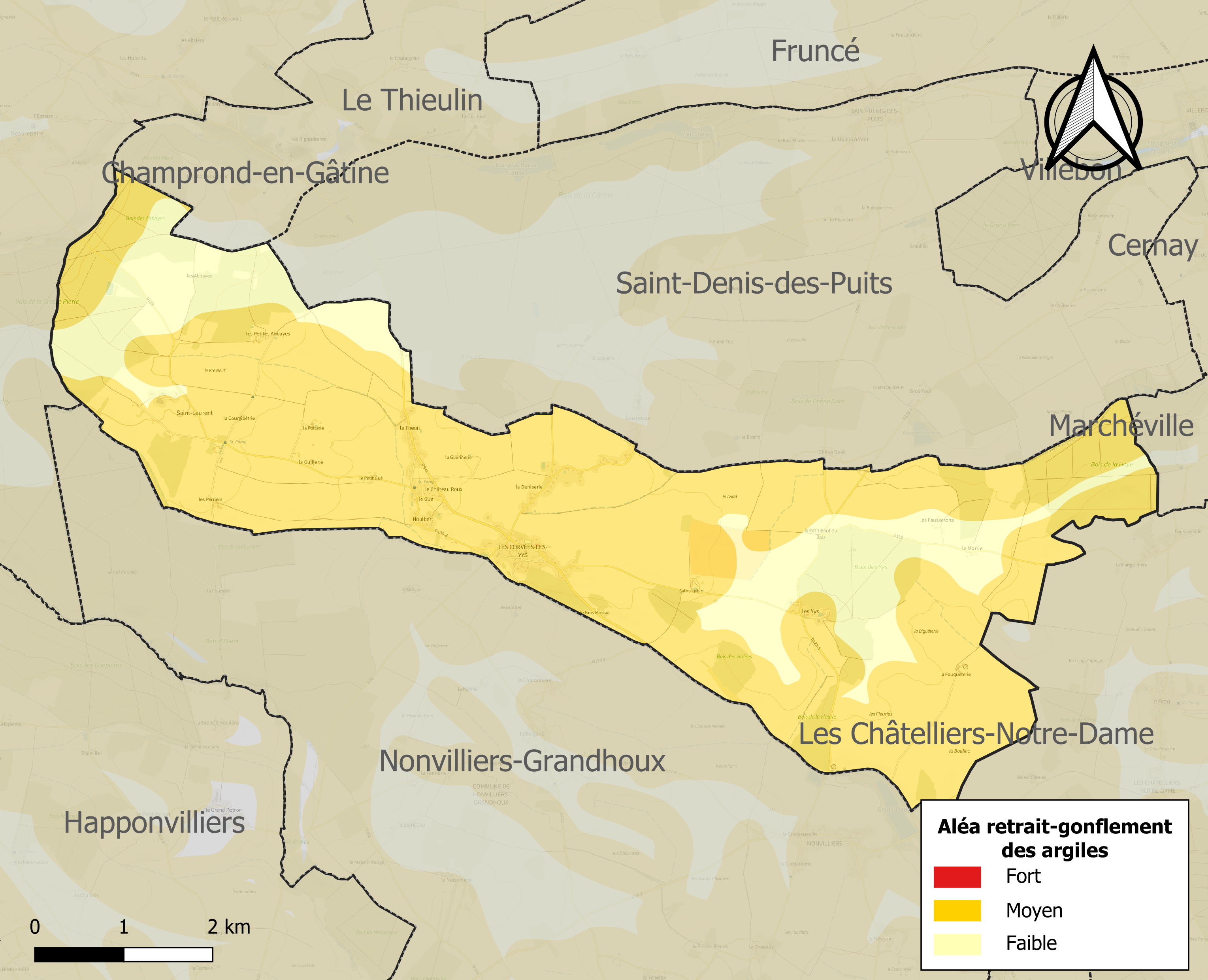
Carte des zones d'aléa retrait-gonflement des sols argileux des Corvées-les-Yys.

Le retrait-gonflement des sols argileux est susceptible d'engendrer des dommages importants aux bâtiments en cas d’alternance de périodes de sécheresse et de pluie. 79,3 % de la superficie communale est en aléa moyen ou fort (52,8 % au niveau départemental et 48,5 % au niveau national). Sur les 178 bâtiments dénombrés sur la commune en 2019, 169 sont en aléa moyen ou fort, soit 95 %, à comparer aux 70 % au niveau départemental et 54 % au niveau national. Une cartographie de l'exposition du territoire national au retrait gonflement des sols argileux est disponible sur le site du BRGM,.
Concernant les mouvements de terrains, la commune a été reconnue en état de catastrophe naturelle au titre des dommages causés par la sécheresse en 2018 et par des mouvements de terrain en 1999.

#### Risques technologiques
Le risque de transport de matières dangereuses sur la commune est lié à sa traversée par des infrastructures routières ou ferroviaires importantes ou la présence d'une canalisation de transport d'hydrocarbures. Un accident se produisant sur de telles infrastructures est en effet susceptible d’avoir des effets graves au bâti ou aux personnes jusqu’à 350 m, selon la nature du matériau transporté. Des dispositions d’urbanisme peuvent être préconisées en conséquence.

## Toponymie
Les Corvées sont attestées sous les formes Corvees vers 1250 (pouillé), Corveæ en 1259 (charte de l’abbaye de Thiron), Corveys en 1365 (reg. des contrats du chap. de Chartres), Les Corvées-les-Yys en 1836.

Certains noms de lieu désignent des villages soumis spécialement aux corvées seigneuriales, probablement jadis habités par des serfs. La plupart du temps, dans le nord de la France où les serfs sont nombreux au Xe siècle, les lieux qu'ils occupent s'appellent La Corvée ou Les Corvées.
La commune des Yys a été rattachée à celle des Corvées le 18 mars 1836.

Yys est attesté sous les formes His (1085) ; Isicia (1120) ; Hehsii (1177) ; Ecclesia de Isis (1126) ; Ysi (1232) ; Les Ies (vers 1250) ; Les Ys (1366).

Ce curieux toponyme de l’ancienne commune des Yys est peut-être lié au culte de la déesse Isis, introduit à la fin des croisades[Information douteuse], ou au germanique heisi (taillis).[réf. nécessaire]

## Histoire

### Époque contemporaine

#### XIXesiècle
La commune des Corvées-les-Yys est née de la fusion, en 1836, des villages des Corvées et des Yys.

## Politique et administration

### Liste des maires
| Période                                  | Période      | Identité             | Étiquette | Qualité              |
| ---------------------------------------- | ------------ | -------------------- | --------- | -------------------- |
| Mars 2001                                | Mars 2008    | Brigitte Berger      |           |                      |
| Mars 2008                                | Mars 2014    | Jean-Luc Panais      |           |                      |
| Mars 2014                                | Juillet 2020 | Jean-Claude Rousseau | DVD       | Agriculteur retraité |
| Juillet 2020                             | En cours     | David Monnier        |           |                      |
| Les données manquantes sont à compléter. |              |                      |           |                      |

## Population et société

### Démographie
L'évolution du nombre d'habitants est connue à travers les recensements de la population effectués dans la commune depuis 1793. Pour les communes de moins de 10 000 habitants, une enquête de recensement portant sur toute la population est réalisée tous les cinq ans, les populations de référence des années intermédiaires étant quant à elles estimées par interpolation ou extrapolation. Pour la commune, le premier recensement exhaustif entrant dans le cadre du nouveau dispositif a été réalisé en 2005.

En 2022, la commune comptait 327 habitants, en évolution de +3,48 % par rapport à 2016 (Eure-et-Loir : −0,23 %, France hors Mayotte : +2,11 %).
| 1793 | 1800 | 1806 | 1821 | 1831 | 1836 | 1841 | 1846 | 1851 |
| ---- | ---- | ---- | ---- | ---- | ---- | ---- | ---- | ---- |
| 423  | 447  | 474  | 427  | 463  | 615  | 635  | 642  | 614  |

| 1856 | 1861 | 1866 | 1872 | 1876 | 1881 | 1886 | 1891 | 1896 |
| ---- | ---- | ---- | ---- | ---- | ---- | ---- | ---- | ---- |
| 585  | 569  | 558  | 544  | 531  | 523  | 542  | 535  | 513  |

| 1901 | 1906 | 1911 | 1921 | 1926 | 1931 | 1936 | 1946 | 1954 |
| ---- | ---- | ---- | ---- | ---- | ---- | ---- | ---- | ---- |
| 489  | 520  | 441  | 409  | 400  | 381  | 368  | 315  | 235  |

| 1962 | 1968 | 1975 | 1982 | 1990 | 1999 | 2005 | 2006 | 2010 |
| ---- | ---- | ---- | ---- | ---- | ---- | ---- | ---- | ---- |
| 247  | 245  | 189  | 199  | 195  | 214  | 268  | 270  | 314  |

| 2015 | 2020 | 2022 | - | - | - | - | - | - |
| ---- | ---- | ---- | - | - | - | - | - | - |
| 315  | 319  | 327  | - | - | - | - | - | - |

## Culture locale et patrimoine

### Lieux et monuments

#### Église Saint-Pierre des Yys
L'église Saint-Pierre des Yys date des XIIe et XVe siècles,  Inscrit MH (2008).

#### Église Saint-Georges des Corvées-les-Yys

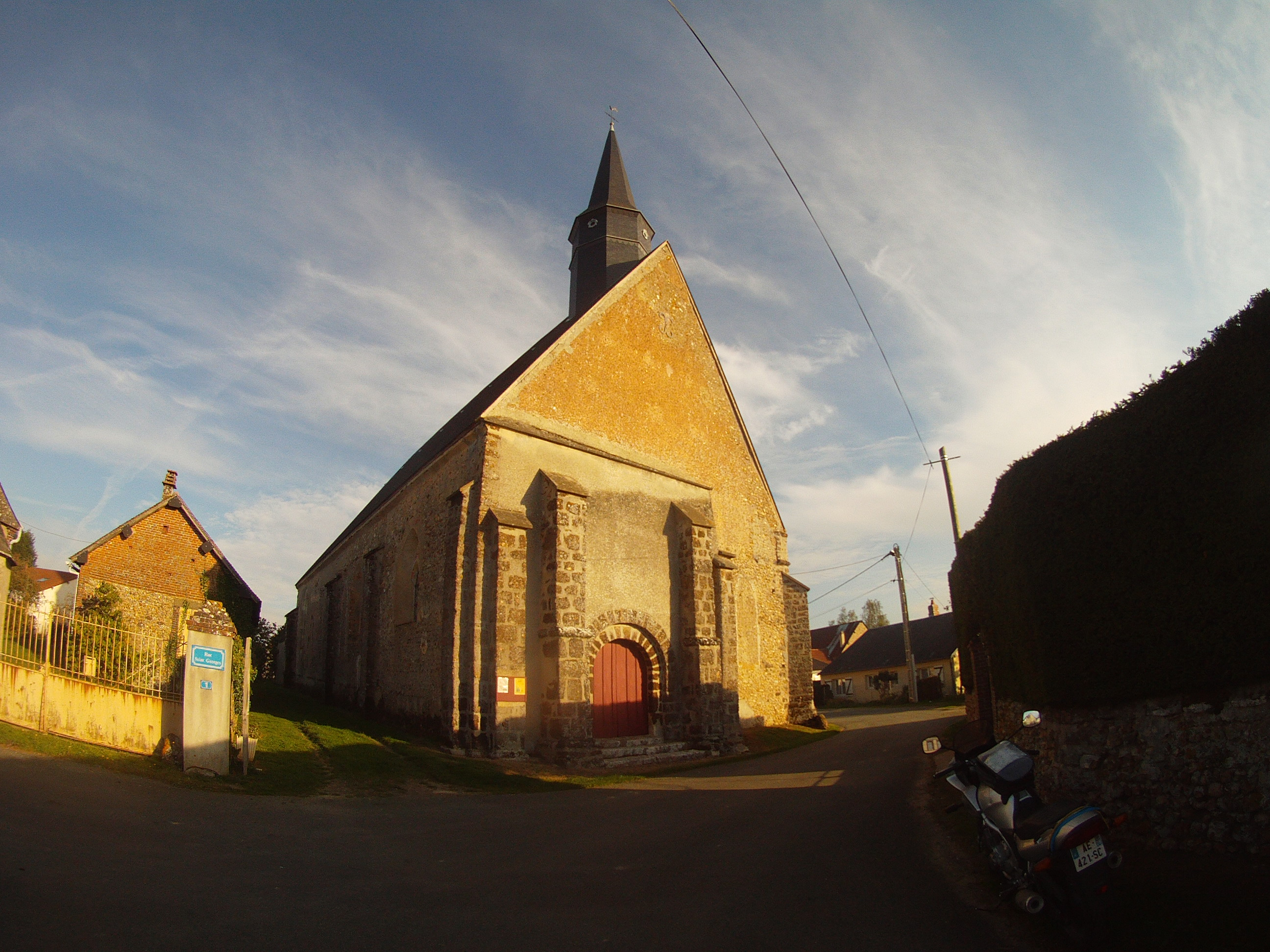
Église Saint-Georges.

L'église Saint-Georges des Corvées-les-Yys date également des XIIe et XVe siècles,  Inscrit MH (2008).

### Personnalités liées à la commune
- Pascal Pelletier (1976 - ), dessinateur de bande dessinée, y possède sa résidence depuis 2019[27].